# Litteraturåret 1925

## Händelser
- okänt datum – Termen magisk realism används för första gången av den tyske konstkritikern Franz Roh i en artikel om Nach-Expressionismus (post-expressionism). Artikeln översätts till spanska 1927.

## Priser och utmärkelser
- Nobelpriset – George Bernard Shaw, Irland[1]
- De Nios Stora Pris – Fredrik Vetterlund
- Letterstedtska priset för översättningar – Karl August Hagberg för översättningen av Molinas Förföraren från Sevilla

## Nya böcker

### A – G
- Arbetsbiens kärlek. Sedeskildringar från Revolutionens Ryssland av Aleksandra Kollontaj
- Chaka av Thomas Mofolo
- Charlotte Löwensköld (andra delen av trilogin Löwensköldska ringen) av Selma Lagerlöf[2]
- Fariseiska öbor av John Galsworthy
- Jud Süß av Lion Feuchtwanger[3]
- Flickan i frack av Hjalmar Bergman
- Gäst hos verkligheten av Pär Lagerkvist

### H – N
- Landet som icke är av Edith Södergran
- Lefnadsstämning av Vilhelm Ekelund
- Legenden om Babel (poesi) av Frans G. Bengtsson
- Löwensköldska ringen (första delen av trilogin Löwensköldska ringen) av Selma Lagerlöf[2]
- Mrs Dalloway av Virginia Woolf

### O – U
- Processen av Frans Kafka (postumt)
- Psyke och hemma av Ola Hansson
- Tant bruns födelsedag av Elsa Beskow[4]
- Timans och rättfärdigheten av Eyvind Johnson
- Sex veckor i Arkadien (Petreussviten) av Gustaf Hellström

### V – Ö
- Väst-östligt av Vilhelm Ekelund
- Östergötlands bronsålder av Artur Nordén

## Födda
- 10 januari – Bo Johansson, svensk författare.
- 18 februari – Lars Bäckström, svensk författare, litteraturkritiker och översättare.
- 12 mars – Harry Harrison, amerikansk science fiction-författare.
- 14 mars – John Wain, engelsk poet, romanförfattare och litteraturkritiker.
- 19 mars – Anders Jonason, svensk författare.
- 9 juni – Arne Lundgren, svensk författare, litteraturkritiker, översättare och bokförläggare.
- 16 juni – Östen Sjöstrand, svensk poet, essäist och översättare.
- 21 juni – Johannes Salminen, finländsk författare och litteraturvetare.
- 30 juni – Philippe Jaccottet, schweizisk poet.
- 30 juni – Bengt Söderbergh, svensk författare och översättare.
- 5 juli – Jean Raspail, fransk författare, journalist och upptäcktsresande.
- 9 juli – Mary de Rachewiltz, italiensk-amerikansk poet och översättare.
- 28 juli – Georg Klein, ungersk läkare, professor och författare.
- 28 juli – Jens Rosing, grönländsk författare och bildkonstnär.
- 12 augusti – Thor Vilhjálmsson, isländsk författare och översättare.
- 12 augusti – Kerstin Thorvall, svensk författare, illustratör och journalist.
- 18 augusti – Brian Aldiss, brittisk författare.
- 6 september – Andrea Camilleri, italiensk författare.
- 3 oktober – Gore Vidal, amerikansk författare, manusförfattare och skådespelare.
- 23 oktober – Johnny Carson, amerikansk skådespelare, komiker och författare.
- 31 oktober – Roger Nimier, fransk författare.
- 3 november – Monica Hughes, kanadensisk barnboksförfattare.
- 8 november – Ingvar Wahlén, svensk författare.
- 22 november – Sune Örnberg, svensk författare.
- 12 december – Ahmad Shamloo, iransk poet och författare.

## Avlidna
- 14 maj – Henry Rider Haggard, 68, brittisk författare.
- 6 juni – Pierre Louÿs, 54, fransk poet och romanförfattare.
- 26 september – Ola Hansson, 64, svensk författare, journalist och kritiker.
- 29 september – Runar Schildt, 36, finlandssvensk författare.
- 11 oktober – Mikael Lybeck, 61, finlandssvensk författare.
- 5 december – Władysław Reymont, 58, polsk författare, nobelpristagare 1924.

### Fotnoter
1. ↑  ”Nobelpriset i litteratur”. https://www.nobelprize.org/prizes/lists/all-nobel-prizes-in-literature/. Läst 20 mars 2011.
2. 1 2  ”Selma Lagerlöfs böcker”. Arkiverad från originalet den 27 augusti 2011. https://web.archive.org/web/20110827002154/http://selmalagerlof.org/bocker.html. Läst 12 april 2011.
3. ↑  Leavis, Q.D. (1965). Fiction and the Reading Public (rev.). London: Chatto & Windus
4. ↑  ”Elsa Beskows boktitlar”. Arkiverad från originalet den 14 december 2012. https://web.archive.org/web/20121214172009/http://kampanj.bonniercarlsen.se/beskow/titlar1.htm. Läst 12 april 2011.